# Oneirodidae
Oneirodidae är en familj av fiskar som ingår i ordningen marulkartade fiskar (Lophiiformes). Enligt Catalogue of Life omfattar familjen Oneirodidae 65 arter. 
Släkten enligt Catalogue of Life:
- Bertella, med en art
- Chaenophryne, med fem arter
- Chirophryne, med en art
- Ctenochirichthys, med en art
- Danaphryne, med en art
- Dermatias, med en art
- Dolopichthys, med sju arter
- Leptacanthichthys, med en art
- Lophodolos, med två arter
- Microlophichthys, med en art
- Oneirodes, med 40 arter
- Pentherichthys, med en art
- Phyllorhinichthys, med två arter
- Puck, med en art
- Spiniphryne, med två arter
- Tyrannophryne, med en art